# Список океанських лайнерів
У списку океанських лайнерів представлено перелік суден, які здійснюють чи здійснювали у минулому лінійні комерційні перевезення вантажів та пасажирів.

Список сортований за латинською абеткою. Назви суден у загальновизнаній міжнародній формі з префіксами «SS», «RMS», «MS», «MV», «HMS», «HMHS», «SMS», «HMT», «USS», «RMMV», «QSMV», «TSS», «TSMS », «RFA».

## Легенда
- Збережені та / або закладені судна
- Судна в експлуатації

## Судна з однією назвою
Судна, які за свою історію експлуатації не були перейменовані жодного разу.
| Назва                         | Рік випуску | Статус                                                                                   |
| ----------------------------- | ----------- | ---------------------------------------------------------------------------------------- |
| SS Abyssinia                  | 1870        | Затонув 18 грудня 1891 року внаслідок військових дій                                     |
| SS Adolphine                  | 1860        | Невідомо                                                                                 |
| SS Adriatic                   | 1871        | Порізаний на брухт у 1899 році                                                           |
| RMS Adriatic                  | 1906        | Порізаний на брухт у 1935 році                                                           |
| RMS Alcantara                 | 1913        | Затонув 29 лютого 1916 року внаслідок атаки німецького торгового рейдера                 |
| SS Algonquin                  | 1926        | Порізаний на брухт у 1957 році                                                           |
| SS Andrea Doria               | 1951        | Затонув 26 липня 1956 року внаслідок зіткнення з MS Stockholm                            |
| SS Antilles                   | 1953        | Затонув 8 січня 1971 року внаслідок удару об рифи                                        |
| RMS Aquitania                 | 1913        | Порізаний на брухт у 1950 році                                                           |
| SS Arabic (1902)              | 1902        | Затонув внаслідок торпедування німецьким підводним човном U-24 19 серпня 1915 року       |
| SS Arabic (1908)              | 1908        | Порізаний на брухт у 1931 році                                                           |
| SS Arandora Star              | 1927        | Затонув внаслідок торпедування 2 липня 1940 року                                         |
| SS Arcadia                    | 1953        | Порізаний на брухт у 1979 році                                                           |
| SS Arctic                     | 1850        | Затонув у 1854 році внаслідок зіткнення з SS Vesta                                       |
| RMS Arlanza                   | 1911        | Порізаний на брухт у 1938 році                                                           |
| RMS Arundel Castle            | 1919        | Порізаний на брухт у 1959 році                                                           |
| Asama Maru                    | 1928        | Затонув 1 листопада 1944 року внаслідок торпедування                                     |
| RMS Atlantic                  | 1871        | Сів на мілину у Новій Шотландії 1 квітня 1873 році                                       |
| SS L'Atlantique               | 1930        | Порізаний на брухт у 1936 році                                                           |
| Awa Maru (1899)               | 1899        | Виведений з експлуатації у 1930 році. Подальша доля невідома                             |
| MV Awa Maru                   | 1942        | Затонув 1 травня 1945 року внаслідок торпедування                                        |
| SS Baltic                     | 1850        | Порізаний на брухт у 1880 році                                                           |
| RMS Baltic                    | 1903        | Порізаний на брухт у 1933 році                                                           |
| MS Batory                     | 1935        | Порізаний на брухт у 1971 році                                                           |
| SS Belgravia                  | 1881        | Сів на мілину 22 травня 1986 року                                                        |
| SS Bremen                     | 1928        | Порізаний на брухт у 1946 році                                                           |
| SS Britannic                  | 1874        | Порізаний на брухт у 1903 році                                                           |
| HMHS Britannic                | 1914        | Затонув 21 листопада 1916 року внаслідок підриву на міні                                 |
| MV Britannic                  | 1929        | Порізаний на брухт у 1960 році                                                           |
| HMS Calgarian                 | 1913        | Затонув 1 березня 1918 року внаслідок торпедування                                       |
| SS California (1907)          | 1906        | Затонув 7 лютого 1917 року внаслідок торпедування                                        |
| SS California (1923)          | 1923        | Затонув 12 липня 1943 року внаслідок авіаудару                                           |
| SS Cameronia (1911)           | 1911        | Затонув 15 квітня 1917 року внаслідок торпедування                                       |
| RMS Campania                  | 1892        | Затонув 5 листопада 1918 року внаслідок зіткнення з HMS Glorious                         |
| SS Canberra                   | 1960        | Порізаний на брухт у 1997 році                                                           |
| SS Cap Arcona                 | 1927        | Затонув 3 травня 1945 року внаслідок авіаудару                                           |
| SMS Cap Trafalgar             | 1913        | Затонув 14 вересня 1914 року внаслідок обстрілів                                         |
| RMS Carinthia (1925)          | 1925        | Затонув 7 червня 1940 року внаслідок торпедування                                        |
| RMS Carmania (1905)           | 1905        | Порізаний на брухт у 1932 році                                                           |
| SS Carondelet                 | 1877        | Невідомо                                                                                 |
| RMS Caronia (1904)            | 1904        | Порізаний на брухт у 1933 році                                                           |
| RMS Carpathia                 | 1902        | Затонув 17 липня 1918 року внаслідок торпедування                                        |
| SS Cathay (1924)              | 1924        | Затонув у 1942 році внаслідок авіаудару                                                  |
| RMS Cedric                    | 1902        | Порізаний на брухт у 1932 році                                                           |
| RMS Celtic (1901)             | 1901        | Сів на мілину 10 грудня 1928 року. У 1933 році порізаний на брухт                        |
| SS Ceramic                    | 1912        | Затонув 6 грудня 1942 року внаслідок торпедування                                        |
| SS Champlain                  | 1931        | Затонув 17 червня 1940 року внаслідок авіаудару і торпедування                           |
| SS Cheribon                   | 1882        | Затонув 11 квітня 1902 року                                                              |
| MS Chrobry                    | 1939        | Затонув у 1940 році внаслідок авіаудару і торпедування                                   |
| SS Chusan                     | 1949        | Порізаний на брухт у 1973 році                                                           |
| SS City of Adelaide (1863)    | 1863        | Сів на мілину у 1916 році                                                                |
| SS City of Benares            | 1935        | Затонув 18 вересня 1940 року внаслідок торпедування                                      |
| SS City of Boston             | 1864        | Зник у морі в січні 1870 року                                                            |
| SS City of Brussels           | 1869        | Затонув 7 січня 1883 року                                                                |
| SS City of Cairo              | 1915        | Затонув 6 листопада 1942 року внаслідок торпедування                                     |
| SS City of Columbus           | 1878        | Затонув 18 січня 1884 року                                                               |
| SS City of Glasgow            | 1850        | Зник у морі в 1854 році                                                                  |
| SS City of London             | 1863        | Зник у морі в 1881 році                                                                  |
| SS City of Manchester (1851)  | 1851        | Затонув у 1876 році                                                                      |
| SS City of Nagpur             | 1922        | Затонув 29 квітня 1941 року внаслідок торпедування                                       |
| SS City of New York           | 1888        | Порізаний на брухт у 1923 році                                                           |
| SS City of Paris (1920)       | 1920        | Порізаний на брухт у 1956 році                                                           |
| SS City of Peking             | 1874        | Порізаний на брухт у 1920 році                                                           |
| SS City of Philadelphia       | 1854        | Затонув 9 вересня 1854 року під час першого рейсу                                        |
| SS City of Richmond           | 1873        | Порізаний на брухт у 1896 році                                                           |
| SS City of Rio de Janeiro     | 1878        | Затонув 22 лютого 1901 року внаслідок зіткнення зі скелями                               |
| SS City of Rome               | 1881        | Порізаний на брухт у 1902 році                                                           |
| SS City of Tokio              | 1874        | Затонув у червні 1885 року                                                               |
| SS Cleveland                  | 1908        | Порізаний на брухт у 1933 році                                                           |
| SS Columbus (1922)            | 1924        | Затоплений у 1939 році                                                                   |
| SS Conte di Savoia            | 1931        | Порізаний на брухт у 1950 році                                                           |
| SS Conte Verde                | 1922        | Порізаний на брухт у 1949 році                                                           |
| SS Cristoforo Colombo         | 1953        | Порізаний на брухт у 1982 році                                                           |
| SS Dakota                     | 1904        | Розбився об рифи і затонув 3 березня 1907 року                                           |
| SS Deutschland (1923)         | 1923        | Затонув 3 травня 1945 року внаслідок авіаудару                                           |
| SS Doric (1922)               | 1922        | Порізаний на брухт у 1935 році                                                           |
| SS Duchess of York (1928)     | 1928        | Затонув 12 липня 1943 року внаслідок авіаудару                                           |
| SS Duilio                     | 1923        | Затонув у 1944 році внаслідок авіаудару                                                  |
| SS Elbe (1881)                | 1881        | Затонув 31 січня 1895 року внаслідок зіткнення з «Crathie»                               |
| RMS Empress of Asia           | 1912        | Затонув 5 лютого 1942 року внаслідок авіаудару                                           |
| RMS Empress of Britain (1930) | 1930        | Затонув 28 жовтня 1940 року внаслідок торпедування                                       |
| RMS Empress of Canada (1920)  | 1920        | Затонув у 1943 році внаслідок торпедування                                               |
| RMS Empress of China (1890)   | 1890        | Порізаний на брухт у 1912 році                                                           |
| RMS Empress of Ireland        | 1906        | Затонув 29 травня 1914 року внаслідок зіткнення з SS Storstad                            |
| RMS Empress of Japan (1890)   | 1890        | Порізаний на брухт у 1926 році                                                           |
| RMS Empress of Russia         | 1912        | Порізаний на брухт у 1945 році                                                           |
| SS Espagne (1909)             | 1909        | Порізаний на брухт у 1934 році                                                           |
| RMS Etruria                   | 1884        | Порізаний на брухт у 1910 році                                                           |
| SS France (1910)              | 1910        | Порізаний на брухт у 1936 році                                                           |
| MS Georges Philippar          | 1930        | Затонув 19 травня 1932 року                                                              |
| MV Georgic (1931)             | 1931        | Порізаний на брухт у 1956 році                                                           |
| SS Gothic (1947)              | 1947        | Порізаний на брухт у 1969 році                                                           |
| SS Great Britain              | 1843        | Збережено як музейний експонат                                                           |
| SS Great Eastern              | 1858        | Порізаний на брухт у 1889 році                                                           |
| SS Great Western              | 1837        | Порізаний на брухт у 1856 році                                                           |
| Hikawa Maru                   | 1929        | Збережено як музейний експонат                                                           |
| SS Himalaya                   | 1948        | Порізаний на брухт у 1975 році                                                           |
| SS Iberia (1954)              | 1954        | Порізаний на брухт у 1973 році                                                           |
| SS Île de France              | 1926        | Порізаний на брухт у 1959 році                                                           |
| SS Ivernia                    | 1899        | Затонув 1 січня 1917 року внаслідок торпедування                                         |
| SS Kaiser Wilhelm der Grosse  | 1897        | Затоплений 26 серпня 1914 року внаслідок військових дій                                  |
| SS Kroonland                  | 1902        | Порізаний на брухт у 1927 році                                                           |
| SS L'Atlantique               | 1930        | Порізаний на брухт у 1936 році                                                           |
| SS La Bourgogne               | 1885        | Затонув 4 липня 1898 року внаслідок зіткнення з «Cromartyshire»                          |
| SS La Touraine                | 1890        | Порізаний на брухт у 1923 році                                                           |
| RMS Laconia (1911)            | 1911        | Затонув 15 лютого 1917 року внаслідок торпедування                                       |
| RMS Laconia (1921)            | 1921        | Затонув 12 вересня 1942 року внаслідок торпедування                                      |
| SS Lapland                    | 1908        | Порізаний на брухт у 1934 році                                                           |
| SS Laurentic (1908)           | 1908        | Затонув 25 січня 1917 року                                                               |
| SS Leonardo da Vinci (1958)   | 1958        | Порізаний на брухт у 1982 році                                                           |
| RMS Lucania                   | 1893        | Порізаний на брухт у 1909 році                                                           |
| RMS Lusitania                 | 1906        | Затонув 7 травня 1915 року внаслідок торпедування                                        |
| RMS Magdalena (1889)          | 1889        | Порізаний на брухт у 1921 році                                                           |
| RMS Magdalena (1948)          | 1948        | Сів на мілину у 1949 році                                                                |
| RMS Maloja                    | 1923        | Порізаний на брухт у 1954 році                                                           |
| SS Maloja                     | 1911        | Затонув в лютому 1916 року внаслідок підриву на міні                                     |
| RMS Mauretania (1906)         | 1906        | Порізаний на брухт у 1935 році                                                           |
| RMS Mauretania (1938)         | 1938        | Порізаний на брухт у 1965 році                                                           |
| SS Megantic                   | 1908        | Порізаний на брухт у 1933 році                                                           |
| SS Michelangelo               | 1962        | Порізаний на брухт у 1991 році                                                           |
| MS Mikhail Lermontov          | 1970        | Затонув 16 лютого 1986 року внаслідок удару об скелі                                     |
| SS Minnetonka                 | 1901        | потоплений німецькою торпедою 1918 року                                                  |
| SS Minnewaska (1923)          | 1923        | Порізаний на брухт у 1934 році                                                           |
| SS Montrose (1897)            | 1897        | Затонув 20 грудня 1914 року внаслідок військових дій                                     |
| SS Mulbera                    | 1922        | Порізаний на брухт у 1954 році                                                           |
| HMHS Newfoundland             | 1925        | Затонув у 1943 році внаслідок авіаудару                                                  |
| SS Nieuw Amsterdam (1937)     | 1937        | Порізаний на брухт у 1974 році                                                           |
| SS Northern Star (1962)       | 1961        | Порізаний на брухт у 1975 році                                                           |
| RMS Nova Scotia (1926)        | 1926        | Затонув у 1942 році внаслідок торпедування                                               |
| RMS Oceanic (1870)            | 1870        | Порізаний на брухт у 1896 році                                                           |
| RMS Oceanic (1899)            | 1899        | Потрапив на мілину 8 вересня 1914 року. Порізаний на брухт у 1979 році                   |
| RMMV Oceanic (недобудований)  | не введений | Будівництво не заверешене. Порізаний на брухт                                            |
| RMS Olympic                   | 1910        | Порізаний на брухт у 1937 році                                                           |
| SS Orbita                     | 1914        | Порізаний на брухт у 1950 році                                                           |
| SS Orcades (1937)             | 1937        | Затонув 10 жовтня 1942 року внаслідок торпедування                                       |
| SS Orcades (1947)             | 1947        | Порізаний на брухт у 1973 році                                                           |
| SS Orduña                     | 1913        | Порізаний на брухт у 1951 році                                                           |
| SS Oregon (1883)              | 1883        | Затонув у 1886 році внаслідок зіткнення з неопізнаною шхуною                             |
| SS Oriana (1959)              | 1959        | Порізаний на брухт у 2005 році                                                           |
| RMS Orion                     | 1934        | Порізаний на брухт у 1963 році                                                           |
| SS Oronsay (1924)             | 1924        | Затонув 9 жовтня 1942 року внаслідок торпедування                                        |
| SS Oronsay (1950)             | 1950        | Порізаний на брухт у 1975 році                                                           |
| SS Orontes                    | 1929        | Порізаний на брухт у 1962 році                                                           |
| SS Orsova (1908)              | 1908        | Порізаний на брухт у 1936 році                                                           |
| SS Orsova (1953)              | 1953        | Порізаний на брухт у 1974 році                                                           |
| MS Oslofjord (1938)           | 1938        | Сів намілину та затонув у 1941 році                                                      |
| HMS Otranto                   | 1909        | Затонув 6 жовтня 1918 року внаслідок зіткнення з «HMS Kashmir»                           |
| SS Otway                      | 1909        | Затонув 23 липня 1917 року внаслідок торпедування                                        |
| SS Pacific (1849)             | 1849        | Зник в морі у січні 1856 року                                                            |
| SS Pacific (1851)             | 1850        | Затонув 4 листопада 1875 року внаслідок зіткнення з «SS Orpheus»                         |
| 'SS Paris (1916)              | 1916        | Пошкоджений 18 квітня 1939 року внаслідок військових дій. Порізаний на брухт у 1947 році |
| MV Pieter Corneliszoon Hooft  | 1925        | Порізаний на брухт у 1932 році                                                           |
| MS Piłsudski                  | 1934        | Затонув 26 листопада 1939 року внаслідок торпедування                                    |
| SS President                  | 1840        | Зник у морі в березні 1841 року                                                          |
| SS President Coolidge         | 1931        | Затонув 26 жовтня 1942 року внаслідок відриву на міні                                    |
| USS President Lincoln (1907)  | 1907        | Затонув 31 травня 1918 року внасідок торпедування                                        |
| USS Pretoria (1897)           | 1897        | Порізаний на брухт в 1921 році                                                           |
| RMS Queen Elizabeth 2         | 1967        | У Порт Рашид з 2009 року                                                                 |
| RMS Queen Mary                | 1934        | Збережений як музейний експонат/готель у Лонг-Біч, Каліфорнія                            |
| RMS Queen Mary 2              | 2003        | В експлуатації                                                                           |
| SS Raffaello                  | 1963        | Затонув у 1983 році                                                                      |
| SS Rajputana                  | 1925        | Затонув у 1941 році внаслідок торпедування1                                              |
| SS Ranchi                     | 1925        | Порізаний на брухт у 1953 році                                                           |
| MS Rangitane (1929)           | 1929        | Затонув 27 листопада внаслідок атаки німецького торгового рейдера                        |
| SS Ranpura                    | 1924        | Порізаний на брухт у 1961 році                                                           |
| SS Reina del Mar (1955)       | 1955        | Порізаний на брухт у 1975 році                                                           |
| MV Reina del Pacifico         | 1930        | Порізаний на брухт у 1958 році                                                           |
| SS Rex                        | 1931        | Затонув 8 вересня 1944 року внаслідок військових дій                                     |
| SS Rochambeau                 | 1911        | Порізаний на брухт між 1934 та 1936 роками                                               |
| RMS Saxonia (1899)            | 1899        | Порізаний на брухт у 1925 році                                                           |
| RMS Scythia                   | 1920        | Порізаний на брухт у 1958 році                                                           |
| SS Servia                     | 1881        | Порізаний на брухт у 1902 році                                                           |
| MS St. Louis                  | 1928        | Порізаний на брухт у 1952 році                                                           |
| SS Saint Paul (1895)          | 1895        | Порізаний на брухт у 1923 році                                                           |
| MV Stirling Castle            | 1935        | Порізаний на брухт у 1966 році                                                           |
| MS Stockholm (1938)           | 1938        | Порізаний на брухт у 1938 році                                                           |
| RMS Strathaird                | 1931        | Порізаний на брухт у 1961 році                                                           |
| RMS Strathnaver               | 1931        | Порізаний на брухт у 1962 році                                                           |
| Terukuni Maru                 | 1929        | Затонув у 1939 році внаслідок підриву на міні                                            |
| RMS Titanic                   | 1911        | Затонув 15 квітня 1912 року внаслідок зіткнення з айсбергом під час першого рейсу        |
| SS Transylvania (1914)        | 1914        | Затонув 4 травня 1917 року внаслідок торпедування                                        |
| RMS Transylvania (1925)       | 1925        | Затонув 10 серпня 1940 року внаслідок торпедування                                       |
| SS Tuscania (1914)            | 1914        | Затонув 5 лютого 1918 року внаслідок торпедування                                        |
| RMS Umbria                    | 1884        | Порізаний на брухт у 1910 році                                                           |
| SS United States              | 1951        | Зберігається у порту Філадельфії                                                         |
| SS Vaterland (1940)           | 1940        | Пошкоджений у 1943 році внаслідок військових дій. Порізаний на брухт у 1948 році         |
| RMS Viceroy of India          | 1928        | Затонув у 1942 році внаслідок торпедування                                               |
| SS Waratah                    | 1908        | Зник у морі в 1909 році                                                                  |
| RMS Windsor Castle (1921)     | 1921        | Затонув 23 березня 1943 року внаслідок авіаудару                                         |

## Судна, які були перейменовані
Судна, які за свою історію експлуатації були перейменовані один або більше разів.

### A-D
| Назва                      | Рік випуску | Інші назви | Статус                                                                       |
| -------------------------- | ----------- | --- | ---------------------------------------------------------------------------- |
| MS Achille Lauro           | 1947        | MS Willem Ruys (1947-1965) | Затонув 2 грудня 1994 року                                                   |
| SS Admiral Nakhimov        | 1925        | SS Berlin III (1925-1949) | Затонув 31 серпня 1986 року внаслідок зіткнення з «Петро Васьов»             |
| USS Aeolus (1899)          | 1899        | SS Grosser Kurfürst (1899-1917) USS Grosser Kurfurst (1917-1919) SS City of Los Angeles (1922-1937) | Порізаний на брухт у 1937 році                                               |
| MS Agamemnon               | 1946        | Sincere (1966-1969) | Затонув у 1969 році                                                          |
| MS Akaroa (1914)           | 1914        | Euripides (1914-1932) | Порізаний на брухт у 1954 році                                               |
| SS Alaska (1881)           | 1881        | Magallanes (1897-1902) | Scrapped in 1902                                                             |
| SS Albert Ballin           | 1922        | Hansa (1935-1945) Радянський Союз (1953-1980) | Порізаний на брухт у 1981 році                                               |
| RMS Alcantara (1926)       | 1926        | HMS Alcantara (1939-1943) Kaisho Maru (1958) | Порізаний на брухт у 1958 році                                               |
| USS America (1905)         | 1905        | Amerika (1905-1917) USAT America (1919-1920) SS America (1920-1931) USAT Edmund B. Alexander (1940-1957) | Порізаний на брухт у 1957 році                                               |
| SS America (1939)          | 1939        | USS West Point (1941-1946) SS Australis (1964-1978) SS Italis (1978-1980) SS Noga (1980-1984) SS Alferdoss (1984-1993) SS American Star (1994-2008)                                                                                 | Порізаний на брухт у 1994 році                                               |
| HMT Aragon                 | 1905        | RMS Aragon (1905-1914) | Затонув у 1917 році внаслідок торпедування                                   |
| MS Aramis                  | 1931        | Teiyō Maru (1942-1944) | Затонув 18 серпня 1944 року внаслідок торпедування                           |
| SS Argentina (1929)        | 1929        | SS Pennsylvania (1929-1938) | Порізаний на брухт у 1964 році                                               |
| SS Arizona                 | 1879        | Hancock (1898-1926) | Порізаний на брухт у 1926 році                                               |
| USS Artemis (1902)         | 1902        | SS Iowa (1902-1913) SS Bohemia (1913-1917) SS Empire Bittern (1941-1944) | Затоплений у 1944 році внаслідок операції «Оверлорд»                         |
| MV Astoria                 | 1946        | Stockholm (1946-1960) Völkerfreundschaft (1960-1985) Volker (1985-1986) Fridtjof Nansen (1986-1993) Italia I (1993-1994) Italia Prima (1994-1998) Valtur Prima (1998-2002) Caribe (2002-2005) Athena (2005-2013) Azores (2013-2016) | В експлуатації                                                               |
| SS Athenic                 | 1901        | SS Pelagos (1928-1962) | Порізаний на брухт у 1962 році                                               |
| RMS Atrato (1888)          | 1888        | The Viking (1912-1914) HMS Viknor (1914-1915) | Затонув 13 січня 1915 року внаслідок торпедування                            |
| SS Augusta Victoria (1888) | 1888        | Kuban (1904-1907) | Порізаний на брухт у 1907 році                                               |
| MS Augustus                | 1926        | Falco (1939-1940) Sparviero (1940-1946) | Затоплений у 1944 році. Піднятий та порізаний на брухт у 1946 році           |
| MS Augustus (1950)         | 1950        | Great Sea (1976-1980) Ocean King (1980-1983) Philippines (1983-1985) President (1985-1987) Asian Princess (1987-1999) M/S Philippines (1999-2011) Philippine (2011-2012)                                                            | Порізаний на брухт у 2012 році                                               |
| SS Baltic (1871)           | 1871        | SS Veendam (1889-1898) | Затонув 6 лютого 1898 року внаслідок зіткнення з покинутим дрейфуючим судном |
| SS Belgenland (1914)       | 1914        | Belgic (1916-1923) Columbia (1935-1936) | Порізаний на брухт у 1936 році                                               |
| SS Bergensfjord            | 1913        | Argentina (1946-1953) Jerusalem (1953-1957) Aliya (1957-1959) | Порізаний на брухт у 1959 році                                               |
| MV Bloemfontein Castle     | 1949        | Patris (1959-1979) Mediterranean Island (1979-1981) Mediterranean Star (1981-1988) Terra (1988-1989) | Порізаний на брухт у 1989 році                                               |
| SS Bremen (1896)           | 1896        | SS Constantinople (1919-1921) SS King Alexander (1922-1929) | Порізаний на брухт у 1929 році                                               |
| SS Bretagne (1951)         | 1951        | SS Brittany (1962-1963) | Пошкоджений 8 квітня 1963 року. Порізаний на брухт                           |
| SS Calgaric                | 1918        | Orca (1918-1927) | Порізаний на брухт у 1934 році                                               |
| SS California (1928)       | 1928        | SS Uruguay (1938-1964) | Порізаний на брухт у 1964 році                                               |
| RMS Cameronia (1920)       | 1919        | HMT Cameronia (1941-1945) SS Empire Clyde (1953-1957) | Порізаний на брухт у 1957 році                                               |
| RMS Carinthia (1955)       | 1955        | SS Fairland (1968-1971) SS Fairsea (1971-1988) SS Fair Princess (1988-2000) SS China Sea Discovery (2000-2005) Sea Discovery (2005)                                                                                                 | Порізаний на брухт у 2005 році                                               |
| RMS Caronia                | 1947        | Columbia (1968) Caribia (1968-1974) | Пошкоджений у 1974 році. Порізаний на брухт                                  |
| USS Charles (1907)         | 1907        | USS Harvard (1918; 1920-1931) | Порізаний на брухт у 1931 році                                               |
| Chichibu Maru              | 1930        | Titibu Maru (1938-1939) Kamakura Maru (1939-1943) | Затонув 28 квітня 1943 року внаслідок торпедування                           |
| SS City of Berlin          | 1874        | SS Berlin (1893-1898) SS Meade (1898-1921) | Порізаний на брухт у 1921 році                                               |
| SS City of Paris (1865)    | 1865        | Tonquin (1884-1885) | Затонув у березні 1885 року внаслідок зіткнення з іншим судном               |
| SS City of Paris (1888)    | 1888        | Yale (1898-1901) Harrisburg (1918-1919) Philadelphia (1901-1918, 1919-1923) | Порізаний на брухт у 1923 році                                               |
| SS Constitution            | 1950        | Oceanic Constitution | Затонув 17 листопада 1997 року                                               |
| SS Conte Biancamano        | 1925        | USS Hermitage (1942-1946) | Порізаний на брухт у 1964 році. Частково збережений                          |
| USS Covington (1908)       | 1908        | SS Cincinnati (1908-1917) | Затонув 1 липня 1918 року внаслідок торпедування                             |
| SS Czar                    | 1912        | SS Estonia (1921-1930) SS Pułaski (1930-1946) SS Empire Penryn (1946-1949) | Порізаний на брухт у 1949 році                                               |
| SS De Grasse               | 1924        | RMS Empress of Australia (1953-1956) Venezuela (1956-1962) | Порізаний на брухт у 1962 році                                               |
| SS Deutschland (1900)      | 1900        | SS Viktoria Luise (1910-1921) SS Hansa (1921-1925) | Порізаний на брухт у 1925 році                                               |
| QSMV Dominion Monarch      | 1938        | Dominion Monarch Maru (1962) | Порізаний на брухт у 1962 році                                               |
| MV Doulos Phos             | 1914        | SS Medina (1914-1948) SS Roma (1948-1953) MS Franca C (1953-1977) MV Doulos (1977-2010) | Збережений як готель                                                         |
| SS Drottningholm           | 1904        | RMS Virginian (1904-1920) Brasil (1948-1951) Homeland (1951-1955) | Порізаний на брухт у 1955 році                                               |
| MS Dunnottar Castle        | 1936        | Victoria (1958-1975) The Victoria (1976-1993) Princesa Victoria (1993-2004) | Порізаний на брухт у 2004 році                                               |

### E-H
| Назва                           | Рік випуску | Інші назви | Статус                                                               |
| ------------------------------- | ----------- | --- | -------------------------------------------------------------------- |
| SS Elisabethville (1921)        | 1921        | Empire Bure (1947-1950) Charlton Star (1950-1958) Maristrella (1958-1960)                                                          | Порізаний на брухт у 1960 році                                       |
| HMT Empire Windrush             | 1930        | MV Monte Rosa (1930-1947) | Затонув 30 березня 1954 року                                         |
| RMS Empress of Australia (1919) | 1913        | Admiral von Tirpitz (1913-1921) Empress of China (1921)                                                                            | Порізаний на брухт у 1952 році                                       |
| RMS Empress of Britain (1905)   | 1905        | SS Montroyal (1924-1930) | Порізаний на брухт у 1930 році                                       |
| RMS Empress of Britain (1955)   | 1955        | Queen Anna Maria (1964-1975) Carnivale (1975-1993) Fiestamarina (1993-1994) Olympic (1995-1997) The Topaz (1997-2008) Topaz (2008) | Порізаний на брухт у 2008 році                                       |
| RMS Empress of Canada (1928)    | 1928        | SS Duchess of Richmond (1928-1947)                                                                                                 | Зазнав пошкоджень 25 січня 1953 року. Порізаний на брухт у 1954 році |
| RMS Empress of Canada (1960)    | 1960        | Mardi Gras (1972-1993) Olympic (1993) Star of Texas (1994) Lucky Star (1994-1995) Apollon (1995-2003)                              | Порізаний на брухт у 2003 році                                       |
| RMS Empress of France (1913)    | 1913        | SS Alsatian (1912-1919) | Порізаний на брухт у 1934 році                                       |
| RMS Empress of France (1928)    | 1928        | SS Duchess of Bedford (1928-1947)                                                                                                  | Порізаний на брухт у 1960 році                                       |
| RMS Empress of India (1890)     | 1890        | SS Loyalty (1915-1923) | Порізаний на брухт у 1923 році                                       |
| RMS Empress of Japan (1929)     | 1930        | RMS Empress of Scotland (1942-1957) TS Hanseatic (1957-1966)                                                                       | Зазнав пошкоджень у 1966 році. Порізаний на брухт                    |
| RMS Empress of Scotland (1905)  | 1905        | SS Kaiserin Auguste Victoria (1906-1919)                                                                                           | Порізаний на брухт у 1930 році                                       |
| SS Europa (1928)                | 1928        | USS Europa (1945-1946) SS Liberté (1950-1963)                                                                                      | Порізаний на брухт у 1963 році                                       |
| Fairsky                         | 1942        | SS Steel Artisan (1941) USS Barnes (1942) HMS Attacker (1942-1945) Castel Forte (1950-1958)                                        | Порізаний на брухт у 1980 році                                       |
| TSS Fairstar                    | 1955        | Oxfordshire (1955-1964) | Порізаний на брухт у 1997 році                                       |
| SS Finland (1902)               | 1902        | USS Finland (ID-4543) (1918-1919) USAT Finland (1919)                                                                              | Порізаний на брухт у 1928 році                                       |
| SS Flandre (1951)               | 1951        | Carla C (1968-1986) Carla Costa (1986-1992) Pallas Athena (1992-1994)                                                              | Порізаний на брухт у 1994 році                                       |
| SS France (1960)                | 1960        | SS Norway (1979-2008) | Порізаний на брухт у 2008 році                                       |
| SS Fürst Bismarck (1890)        | 1890        | Don (1905) Moskva (1906–1917) San Guisto (1917-1924)                                                                               | Порізаний на брухт у 1924 році                                       |
| SS Fürst Bismarck (1905)        | 1905        | Amboise (1922-1935) | Порізаний на брухт у 1935 році                                       |
| SS Galileo Galilei              | 1961        | Galileo (1984-1990) Meridian (1990-1997) Sun Vista (1997-1999)                                                                     | Затонув 21 травня 1999 року                                          |
| SS George Washington            | 1908        | USS George Washington (1917-1919) SS George Washington (1921-1931) USS Catlin (AP-19) (1941) USAT George Washington (1943-1951)    | Порізаний на брухт у 1951 році                                       |
| SS Gothic (1893)                | 1893        | Gothland (1907-1911) - (1913-1925)                                                                                                 | Порізаний на брухт у 1925 році                                       |
| MS Gripsholm (1924)             | 1924        | MS Berlin (1954-1966) | Порізаний на брухт у 1966 році                                       |
| MS Gripsholm (1957)             | 1957        | MS Navarino (1975-1984) MS Regent Sea (1984-1997) Sea (1997-2001)                                                                  | Затонув 12 липня 2001 року                                           |
| SS Guglielmo Marconi            | 1961        | Costa Riviera (1983-1993) American Adventure (1993-1994) Costa Riviera (1994-2001)                                                 | Порізаний на брухт у 2001 році                                       |
| SS Hamburg (1926)               | 1925        | Юрій Долгорукий (1950-1977) | Порізаний на брухт у 1977 році                                       |
| USS Harris (APA-2)              | 1921        | Pine Tree State (1921-1922) President Grant (1922-1930)                                                                            | Порізаний на брухт у 1948 році                                       |
| RMS Homeric (1913)              | 1913        | Columbus (1913-1919) | Порізаний на брухт у 1935 році                                       |
| USS Huron (1896)                | 1896        | SS Friedrich der Grosse (1896-1917) USS Fredrick Der Grosse (1917-1919) SS City of Honolulu (1922)                                 | Затонув 17 жовтня 1922 року                                          |

### I-L
| Назва                            | Рік випуску | Інші назви | Статус                                                   |
| -------------------------------- | ----------- | --- | -------------------------------------------------------- |
| SS Imperator                     | 1912        | USS Imperator (1919–1920) RMS Berengaria (1920–1939) | Порізаний на брухт у 1946 році                           |
| SS Independence                  | 1950        | Oceanic Independence (1974) Sea Luck I (1974–1975) Oceanic Independence (1975–1982) Independence (1982–2006) Oceanic (2006–2009) Platinum II (2009–2011) | Порізаний на брухт у 2010 році                           |
| SS Justicia                      | 1914        | Statendam (1914–1916) | Затонув у липні 1918 року внаслідок торпедування         |
| SS Kaiser Wilhelm II             | 1902        | USS Kaiser Wilhelm II (1917) USS Agamemnon (1917–1927) USAT Monticello (1927–1940)                                                                       | Порізаний на брухт у 1940 році                           |
| SS Khedive Ismail                | 1922        | Aconcagua (1922–1935) | Затонув 12 лютого 1944 року внаслідок торпедування       |
| SS König Albert                  | 1899        | Fernandino Palasciano (1915–1923) Italia (1923–1926) | Порізаний на брухт у 1926 році                           |
| SS Königin Luise (1896)          | 1896        | Omar (1921–1924) Edison (1924–1935) | Порізаний на брухт у 1935 році                           |
| SS Kościuszko                    | 1915        | Carica Lituania | Порізаний на брухт у 1950 році                           |
| SS Kronprinz Wilhelm             | 1901        | USS Von Steuben (1917–1923) | Порізаний на брухт у 1923 році                           |
| SS Kronprinzessin Cecilie (1905) | 1905        | HMS Princess (1915–) | невідомо                                                 |
| SS Kronprinzessin Cecilie (1906) | 1906        | Mount Vernon (1917–1940) | Порізаний на брухт у 1940 році                           |
| MS Kungsholm (1928)              | 1928        | John Ericsson (1942–1947) Italia (1948–1964) Imperial Bahama (1964–1965)                                                                                 | Порізаний на брухт у 1965 році                           |
| MS Kungsholm (1952)              | 1952        | Europa (1965–1981) Columbus C. (1981–1985) | Порізаний на брухт у 1985 році                           |
| MV Kungsholm (1965)              | 1965        | Sea Princess (1979–1995) Victoria (1995–2002) Mona Lisa (2002–2007) Oceanic II (2007–2008) Mona Lisa (2008–2010) Veronica (2010–2016)                    | Порізаний на брухт у 2016 році                           |
| SS La Bretagne                   | 1885        | Alesia (1923) | Порізаний на брухт у 1923 році                           |
| TSMS Lakonia                     | 1929        | Johan van Oldenbarnevelt (1929–1963) | Затонув 29 грудня 1963 року                              |
| RMS Lancastria                   | 1920        | RMS Tyrrhenia (1920–1924) HMT Lancastria (1940) | Затонув 17 липня 1940 року внаслідок авіаудару           |
| SS Lavia                         | 1946        | Media (1946–1961) Flavia (1961–1982) Flavian (1983–1986)                                                                                                 | Затонув 7 січня 1989 року. Підняти та порізаний на брухт |
| SS Letitia                       | 1924        | HMS Letitia (1939–1944) HMHS Letitia (1944–1946) Empire Brent (1946–1952) Captain Cook (1952–1960)                                                       | Порізаний на брухт у 1960 році                           |
| SS Leviathan                     | 1913        | Vaterland (1913–1917) | Порізаний на брухт у 1938 році                           |
| SS Lurline (1932)                | 1932        | RHMS Ellinis (1963–1987) | Порізаний на брухт у 1987 році                           |

### M-P
| Назва                         | Рік випуску | Інші назви | Статус                                                                                            |
| ----------------------------- | ----------- | --- | ------------------------------------------------------------------------------------------------- |
| RFA Maine (1924)              | 1924        | SS Leonardo da Vinci (1925–1943) SS Empire Clyde (1943–1947) RFA Empire Clyde (1947–1948) | Порізаний на брухт у 1954 році                                                                    |
| RMS Majestic (1914)           | 1914        | SS Bismarck (1914–1920) HMS Caledonia (1937–1943) | Затонув 29 вересня 1939 року внаслідок військових дій. Піднятий та порізаний на брухт у 1943 році |
| SS Malolo                     | 1926        | Matsonia (1937–1948) Atlantic (1948–1955) Queen Frederica (1955–1977) | Порізаний на брухт у 1977 році                                                                    |
| SS Manchuria (1903)           | 1903        | SS President Johnson (1928–1948) SS Santa Cruz (1948–1952) | Порізаний на брухт у 1952 році                                                                    |
| SS Manhattan (1931)           | 1931        | USS Wakefield (1941–1964) | Порізаний на брухт у 1964 році                                                                    |
| MS Marco Polo                 | 1964        | Олександр Пушкін (1965–1991) | В експлуатації                                                                                    |
| SS Mariposa                   | 1931        | SS Homeric (1953–1974) | Порізаний на брухт у 1974 році                                                                    |
| TS Maxim Gorkiy               | 1968        | Hamburg (1968–1973) Hanseatic (1973–1974) Максим Горький (1974–1992) | Порізаний на брухт у 2009 році                                                                    |
| MS Mediterranean Sky          | 1953        | City of York (1953–1982) | Затонув у 2003 році                                                                               |
| USS Mercury (1896)            | 1896        | SS Barbarossa (1896–1917) | Порізаний на брухт у 1924 році                                                                    |
| SS Minnedosa                  | 1917        | Piemonte (1935–1949) | Затоплений у 1943 році. Підняти і порізаний на брухт у 1949 році                                  |
| SS Mongolia (1903)            | 1903        | President Fillmore (1929–1940) Panamanian (1940–1946) | Порізаний на брухт у 1946 році                                                                    |
| SS Mongolia (1922)            | 1922        | SS Rimutaka (1938–1950) SS Europa (1950–1951) SS Nassau (1951–1961) SS Acapulco (1961–1963) | Порізаний на брухт у 1964 році                                                                    |
| SS Monterey                   | 1931        | Matsonia (1956–1963) Lurline (1963–1970) Britanis (1970–1998) Belofin-1 (1998–2000) | Затонув 21 жовтня 2000 року                                                                       |
| RMS Mooltan                   | 1923        | HMS Mooltan (1939–1941) | Порізаний на брухт у 1954 році                                                                    |
| SS Nitta Maru                 | 1939        | Chūyō (1942–1943) | Затонув 4 грудня 1943 року внаслідок торпедування                                                 |
| SS Noordam (1902)             | 1901        | Kungsholm (1923–1926) | Порізаний на брухт у 1927 році                                                                    |
| SS Normandie                  | 1932        | USS Lafayette (1941–1946) | Зазнав пошкоджень у 1942 році. Порізаний на брухт у 1946 році                                     |
| SS Oceanic (1963)             | 1963        | StarShip Oceanic (1985–2000) Big Red Boat I (2000) | Порізаний на брухт у 2012 році                                                                    |
| MS Oranje                     | 1938        | Angelina Lauro (1965–1979) | Затонув 24 вересня 1979 року                                                                      |
| MS Oslofjord (1949)           | 1949        | MS Fulvia (1969–1970) | Затонув у 1970 році                                                                               |
| SS Parthia (1870)             | 1870        | Victoria (1892–1954) Straits No. 27 (1954–1956) Straits Maru (1956) | Порізаний на брухт у 1956 році                                                                    |
| SS Pasteur (1938)             | 1938        | Bremen (1957–1972) Regina Magna (1972–1977) Saudiphil I (1977–1980) Filipinas Saudi I (1980) | Затонув у 1980 році                                                                               |
| RMS Pendennis Castle          | 1957        | Ocean Queen (1976–1978) Sinbad I (1978–1980) | Порізаний на брухт у 1980 році                                                                    |
| SS Pennsylvania (1896)        | 1896        | USS Nansemond (1919–1924) | Порізаний на брухт у 1924 році                                                                    |
| USS Pocahontas (1900)         | 1900        | SS Prinzess Irene (1900–1917) Bremen (1922–1928) SS Karlsruhe (1928–1932) | Порізаний на брухт у 1932 році                                                                    |
| SS Potsdam (1900)             | 1900        | Stockholm (1915–1929) Solglimt (1929–1940) Sonderburg (1940–1944) | Затоплений у 1944 році                                                                            |
| USS Powhatan (1899)           | 1899        | SS Hamburg (1899–1917) New Rochelle (1920–1921) Hudson (1921–1922) President Fillmore (1922–1928) | Порізаний на брухт у 1928 році                                                                    |
| SS President Cleveland (1920) | 1920        | Golden State (1920–1921) Tasker H. Bliss (1941–1942) | Затонув 12 листопада 1942 року внаслідок торпедування                                             |
| SS President Roosevelt (1921) | 1921        | Peninsula State (1921–1922) President Pierce (1922) Joseph T. Dickman (1940–1948) | Порізаний на брухт у 1948 році                                                                    |
| TS Pretoria                   | 1936        | TS Empire Doon (1945–1949) TS Gunung Djati (1949–1973) MV Gunung Djati (1973–1980) KRI Tanjung (1980–1984) | Порізаний на брухт у 1987 році                                                                    |
| HMS Pretoria Castle (F61)     | 1938        | RMMV Warwick Castle (1946–1962) | Порізаний на брухт у 1962 році                                                                    |
| SS Pretoria Castle (1948)     | 1948        | S.A. Oranje | Порізаний на брухт у 1975 році                                                                    |
| USS Princess Matoika          | 1900        | SS Kiautschou (1900–1904) SS Princess Alice (1904–1917) USS Princess Matoika (1918–1919) USAT Princess Matoika (1919) SS Princess Matoika (1921–1922) SS President Arthur (1922–1926) SS City of Honolulu (1926–1930) | Порізаний на брухт у 1934 році                                                                    |
| SS Príncipe Perfeito          | 1960        | Al Hasa (1976–1980) Fairsky (1980–1981) Vera (1981–1982) Marianna IX (1982–1984) Marianna 9 (1984–2001) Mariann 9 (2001)                                                                                              | Порізаний на брухт у 2001 році                                                                    |
| SS Prinz Friedrich Wilhelm    | 1907        | USS Prinz Friedrich Wilhelm (1919) SS Empress of China (1921) RMS Empress of India (1921–1923) SS Montlaurier (1923–1925) SS Monteith (1925) SS Montnairn (1925–1929)                                                 | Порізаний на брухт у 1929 році                                                                    |

### Q-Z
| Назва                     | Рік випуску | Інші назви | Статус                                                                                    |
| ------------------------- | ----------- | --- | ----------------------------------------------------------------------------------------- |
| RMS Queen Elizabeth       | 1938        | Elizabeth (1968–1970) Seawise University (1970–1972)                                                                                           | Затонув 9 січня 1972 року                                                                 |
| MS Regal Empress          | 1953        | SS Olympia (1953–1981) SS Caribe (1981–1983) MS Caribe I (1983–1993)                                                                           | Порізаний на брухт у 2009 році                                                            |
| RMS Republic (1903)       | 1903        | SS Columbus (1903) | Затонув 24 січня 1909 року внаслідок зіткнення з «SS Florida»                             |
| SS Rijndam (1951)         | 1951        | Pride of Mississippi (1988–1991) Pride of Galveston (1991–2003)                                                                                | Затонув у 2003 році                                                                       |
| SS Roma (1926)            | 1926        | SS Aquila (1939–1945) | Порізаний на брухт у 1952 році                                                            |
| SS Rotterdam              | 1958        | Rembrandt (1997–2003) | Збережено як готель                                                                       |
| MS Sagafjord              | 1965        | Gripsholm (1996–1997) Saga Rose (1997–2009) | Порізаний на брухт у 2010 році                                                            |
| SS Santa Paula (1958)     | 1958        | Stella Polaris (1972–1978) Kuwait Marriott Hotel (1978–1989) Ramada al Salam Hotel (1989–1991)                                                 | Порізаний на брухт у 2002                                                                 |
| SS Santa Rosa (1916)      | 1916        | USAT Santa Rosa (1917–1919) USS Santa Rosa (1919) SS Oregonian (1925–1942)                                                                     | Затонув у 1942 році внаслідок торпедування                                                |
| SS Santa Rosa (1932)      | 1932        | SS Athinai (1961–1989) | Порізаний на брухт у 1989 році                                                            |
| RMS Saxonia (1954)        | 1954        | RMS Carmania (1962–1973) Леонід Собінов (1973–1999)                                                                                            | Порізаний на брухт у 1999 році                                                            |
| SS Scharnhorst (1904)     | 1904        | La Bourdonnais (1920–1934) | Порізаний на брухт у 1934 році                                                            |
| SS Scharnhorst (1934)     | 1934        | Shin'yō (1942–1944) | Затонув 17 листопада 1944 року внаслідок торпедування                                     |
| SS Shalom                 | 1964        | Hanseatic (1967–1973) Doric (1973–1981) Royal Odyssey (1981–1988) Regent Sun (1988–1996) Sun Venture (1996–1998) Sun (1998) Sun 11 (1998–2001) | Затонув 26 липня 2001 року                                                                |
| MS Sobieski               | 1938        | Грузія (1950–1975) | Порізаний на брухт у 1975 році                                                            |
| SS Southern Cross (1954)  | 1954        | Calypso (1973–1980) Calypso I (1980–1981) Azure Seas (1981–1992) OceanBreeze (1992–2003)                                                       | Порізаний на брухт у 2003 році                                                            |
| SS Statendam (1956)       | 1956        | Rhapsody (1982–1986) Regent Star (1986–1996) Sea Harmony (1996–2004) Harmony I (2004)                                                          | Порізаний на брухт у 2004 році                                                            |
| TSS Stefan Batory         | 1952        | TSS Maasdam IV (1951–1968) TSS Stefan (1990–2000)                                                                                              | Порізаний на брухт у 2000 році                                                            |
| SS Stella Solaris         | 1949        | SS Cambodge (1949–1970) | Порізаний на брухт у 2003 році                                                            |
| SS St. Louis (1894)       | 1894        | USS Louisville (1918–1919) | Порізаний на брухт у 1924 році                                                            |
| MS Stockholm (1941)       | 1940        | MS Sabaudia (1941–1944) | Затонув 6 липня 1944 року внаслідок авіаудару. Піднятий та порізаний на брухт у 1949 році |
| SS Emerald                | 1957        | Santa Rosa (1958–1990) Diamond Island (1990–1992) Regent Rainbow (1992–1996) The Emerald (1996–2012)                                           | Порізаний на брухт у 2012 році                                                            |
| SS Uganda (1952)          | 1952        | Triton (1986–1992) | Порізаний на брухт у 1992 році                                                            |
| SS Vaderland (1900)       | 1900        | Southland (1915–1917) | Затонув 4 червня 1917 року внаслідок торпедування                                         |
| MS Vistafjord             | 1972        | Caronia (1999–2004) Saga Ruby (2004–2014) Oasia (2014–2017)                                                                                    | Порізаний на брухт у 2017 році                                                            |
| MS Vulcania               | 1926        | Caribia (1965–1973) | Затонув 15 березня 1973 року                                                              |
| SS Washington             | 1932        | USS Mount Vernon (1941–1946) | Порізаний на брухт у 1965 році                                                            |
| RMS Windsor Castle (1959) | 1959        | Margarita L (1977–2004) Rita (2015) | Порізаний на брухт у 2005 році                                                            |
| SS Zeeland (1900)         | 1900        | SS Northland (1915–1919) SS Minnesota (1927–1930)                                                                                              | Порізаний на брухт у 1930 році                                                            |